# Mário Pečalka
Mário Pečalka (Rudina, 28 dicembre 1980) è un ex calciatore slovacco, di ruolo centrocampista.

## Caratteristiche tecniche
Deciso nelle lotte uno contro uno, sufficientemente aggressivo, dinamico, molto bravo nei colpi di testa e nel rubare la palla.

## Carriera

### Club
Inizia nelle giovanili del Rudina, squadra della sua città natale.
Dopo esperienze al Kysucké Nové Mesto, al Mutěnice e allo Slovan Rudinská passa in prestito ad un club superiore, allo Slovan Bratislava dove passa la stagione 2003-2004 collezionando 6 presenze.
L'annata successiva passa allo Zilina dove gioca 26 partite. Il 2005 e il 2006 li passa in prestito rispettivamente al Lučenec e all'Inter Bratislava, con quest'ultimo club gioca 31 partite mettendo a segno anche una rete.
Nel 2007 torna a giocare per lo Žilina. Nella stagione 2009-2010 gioca 24 partite segnando anche 3 reti. Regala anche il quinto campionato sloveno in otto anni allo Zilina segnando nella partita che ha dato, ad una giornata dalla fine, la matematica vittoria del campionato. Nelle competizioni UEFA conta 13 partite giocate: 1 in Champions League, 8 in Coppa Uefa, 3 da quando si chiama Europa League e infine il match con la sua nazionale. Il suo debutto in una competizione Uefa avvenne il 28 luglio 2004 con la maglia dello Zilina contro la Dinamo Bucarest, il match era il secondo turno di qualificazione per la Champions League 2004-2005.

### Nazionale
Ha giocato una partita con la Slovacchia il 10 febbraio 2009 contro l'Ucraina, finita 3-2 per gli ucraini.
Il 12 maggio 2010 è stato inserito nella lista provvisoria dei 30 convocati per Sudafrica 2010 anche se alla fine non riesce ad entrare nei definitivi 23 convocati.

## Statistiche

### Cronologia presenze e reti in Nazionale
| Cronologia completa delle presenze e delle reti in nazionale ― Slovacchia | Cronologia completa delle presenze e delle reti in nazionale ― Slovacchia | Cronologia completa delle presenze e delle reti in nazionale ― Slovacchia | Cronologia completa delle presenze e delle reti in nazionale ― Slovacchia | Cronologia completa delle presenze e delle reti in nazionale ― Slovacchia | Cronologia completa delle presenze e delle reti in nazionale ― Slovacchia | Cronologia completa delle presenze e delle reti in nazionale ― Slovacchia | Cronologia completa delle presenze e delle reti in nazionale ― Slovacchia |
| Data                                                                      | Città                                                                     | In casa                                                                   | Risultato                                                                 | Ospiti                                                                    | Competizione                                                              | Reti                                                                      | Note                                                                      |
| ------------------------------------------------------------------------- | ------------------------------------------------------------------------- | ------------------------------------------------------------------------- | ------------------------------------------------------------------------- | ------------------------------------------------------------------------- | ------------------------------------------------------------------------- | ------------------------------------------------------------------------- | ------------------------------------------------------------------------- |
| 10/02/2009                                                                | Limassol                                                                  | Slovacchia                                                                | 2 – 3                                                                     | Ucraina                                                                   | Amichevole                                                                | -                                                                         |                                                                           |
| 07/09/2010                                                                | Mosca                                                                     | Russia                                                                    | 0 – 1                                                                     | Slovacchia                                                                | Qual. Euro 2012                                                           | -                                                                         |                                                                           |
| Totale                                                                    |                                                                           | Presenze                                                                  | 2                                                                         |                                                                           | Reti                                                                      | 0                                                                         |                                                                           |

## Palmarès
- Campionato slovacco: 2

Žilina: 2006-2007, 2009-2010
- Supercoppa di Slovacchia: 2

Žilina: 2007, 2010
- Coppa di Stato: 1

Hapoel Tel Aviv: 2010-2011